# Grammitis ebenina
Grammitis ebenina är en stensöteväxtart som först beskrevs av William Ralph Maxon, och fick sitt nu gällande namn av Tard. Grammitis ebenina ingår i släktet Grammitis och familjen Polypodiaceae. Inga underarter finns listade.